# Allopauropus sakalavus
Allopauropus sakalavus är en mångfotingart som beskrevs av Paul Auguste Remy 1956. Allopauropus sakalavus ingår i släktet småfåfotingar, och familjen fåfotingar. Inga underarter finns listade i Catalogue of Life.